# Heteropholis
Heteropholis es un género de plantas herbáceas de la familia de las poáceas. Es originario de África tropical, Asia y Australia.
Algunos autores los incluyen en el género Mnesithea.

## Especies
- Heteropholis annua Lazarides
- Heteropholis benoistii A. Camus
  - Heteropholis cochinchinensis var. cochinchinensis